# Клан Макленнан

Герб вождів клану Макленнан.

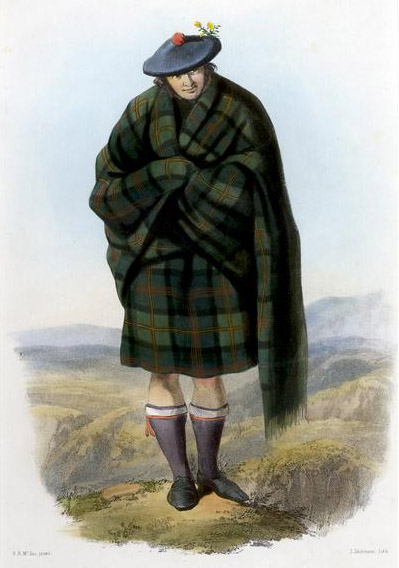
Чоловік клану Макленнан у традиційному одязі. Малюнок художника Р. Р. МаЯна, 1845 рік.

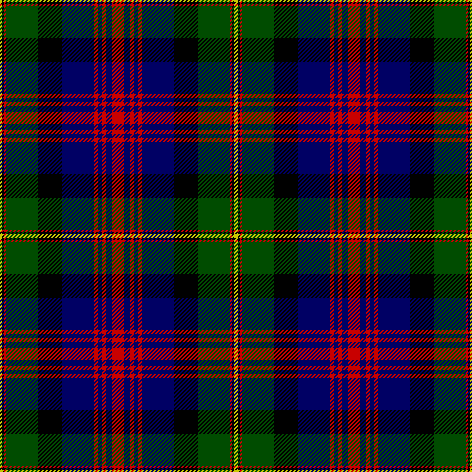
Тартан клану Макленнан.

Клан Макленнан (шотл. — Clan MacLennan, гельск. — Siol Ghillinnein, Clan MacGille Finnan) — один з кланів гірської Шотландії (Гайленд). Він же: Шол Гілленнен, Клан МакГілле Фіннан. У перекладі з гельської означає «сини послідовника святого Фіннана». Клан володів земляму на північному заході Шотландії.
Вождь клану: Руайрід Дональд Джордж Макленнан (шотл. — Ruairidh Donald George MacLennan)
Гасло клану: Dum spiro spero — Поки дихаю сподіваюся (лат.)
Символ клану: гілка дроку.

## Історія клану Макленнан

### Походження
Клан Макленнан володів землями в місцевості Кінтайл і пов'язаний псвом походженням з кланом Логан. У XV столітті відбулась війна між кланами Логан та Фрейзер. Вождь клану Логан Гіллегорм Логан (гельск. — Gillegorm Logan) повів свій клан у похід війною на клан Фрейзер. Загін прийшов в Інвернесс і потрапив у засідку. Більшість воїнів загинала у битві, що відбулась під Північним Кессоком. Вождь клану Логан загинув. Вагітна вдова Гіллегорма була захоплена в полон кланом Фрейзер і незабаром народила дитину. Люди клану Фрейзер навмисно покалічили дитину і вона в зв'язку з цим була названа Кротайр МаГіллорм (гельск. — Crotair MacGilligorm). Згідно з іншою версією дитина народилася з вродженими каліцтвами і її взяли на утримання ченці монастиря Бевлі Пріорі (шотл. — Beauly Priory). Коли цей син вождя виріс, він проігнорував указ Папи Інокентія III і слідував кельтським звичаям щодо життя кланів. Він одружився, мав дітей, і від нього виник клан, що став називатися МакГілле Фіннан. Геральдика клану Макленнан теж натякає на зв'язок з кланом Логан. Кротайр МаГіллорм був вдячний ченцям і церкві, що його доглядали в дитинстві і ставши вождем клану збудував храми Кілмор (гельск. — Kilmor), Сліт (гельск. — Sleat), Кільхрінін (гельск. — Kilchrinin), Гленелг (гельск. — Glenelg). Його сина назвали Гілле Фіннейн (гельск. — Gille Fhinnein).

### XV століття— війни кланів
Герб вождя клану Мак Леннан вказує не тільки на зв'язок з кланом Логан, але і на зв'язок з кланами МакКензі та МакРе. Клани Макленнан та МакРе були в XV столітті союзниками клану МакКензі (МакКонніх) і були охоронцями замку клану МакКензі в Ейлен Донан. У 1452 році клан Макленнан як союзник клана МакКензі в Кінтайлі воював і брав участь у битві під Белах нам Бройг (гельск. — Bealach nam Broig) проти клану Фрейзер.

### XVII століття— громадянська війна на Британських островах
Протягом громадянської війни на Британських островах клан Макленнан послідовно підтримував вождя клану МакКензі, що був прибічником Ковенанторів і противником роялістів, яких очолював Джеймс Грем — І маркіз Монтроз. Клани Макленнан та МакКензі сумісно воювали проти роялістів у битві під Олдерні у 1645 році і зазнали поразки. У цій битві клан Макленнан очолював вождь Руайрід (гельск. — Ruaridh) — бородатий рудий гігант ростом більше 6 футів. У цій битві роялісти перемогли хитрістю, завдяки таланту стратега Джеймса Грема. Загони роялістів були значно слабші загонів Ковенанторів, але роялістам вдалось відволікти увагу Ковенанторів, спрямувати їх удар на нібито зосередження їх головних сил, а потім обійти і вдарити з тилу. Загонам клану Макленнан був даний наказ відступати, але наказ не змогли доставити і клан Макленнан стояв на смерть захищаючи прапор Сіфорт, хоча битва вже була програна і в їх загибелі не було ніякого сенсу. У фіналі битви загони клани Макленнан були порубані кавалерією клану Гордон.

### XVIII століття – повстання якобітів
До початку XVII століття клан Макленнан був майже повністю знищений, тому він не відігравав суттєвої ролі у повстанні якобітів. Але окремі люди з клану Макленнан брали участь у повстаннях якобітів як в 1715 так і в 1745 роках. Після поразки повстанців у битві під Куллоден відбулись докорінні зміни у суспільстві Шотландії – заборона кланової системи, кланових законів та звичаїв, конфіскація землі шотландських кланів. Люди з клану Макленнан емігрували в різні країни світу і живуть нині крім Шотландії в Канаді, Австралії, Сполучених Штатах Америки, Новій Зеландії. 

## Сучасне клану Макленнан
До 1976 року клан Макленнан більше 300 років не мав вождя клану. У 1977 році рада шотландських вождів, шотландські лорди та герольди визнали вождем клану Макленнан Рональда Макленнана. Проте, Вільям Макленнан, що мешкає в Сіднеї (Австралія) заявив, що він є прямим нащадком вождів клану Макленнан і подав документи з відповідними доказами. Виникла суперечка щодо посади вождя клану, але у 1990 році обидва нащадки вождів клану померли. Вождем був проголошений Руайрід Дональд Джордж Макленнан – син Рональда Макленнана, якому у 1990 році було 13 років. Син Вільяма Макленнана має право і може оскаржити це рішення.